# Остра лимфобластна левкемия
Острата лимфобластна левкемия (ОЛЛ) е рак на ливфоидната линия кръвни клетки, характеризираща се с развитието на голям брой незрели лимфоцити. Симптомите могат да включват чувство на отпадналост, бледност, повишена температура, лесно кървене, подути лимфни възли или болка в костите. Като остра левкемия ОЛЛ се развива бързо и, ако не се третира, обикновено води до смърт в рамките на седмици или месеци.